# 公孙挥
公孙挥，字子羽，春秋时期郑国大夫，官居行人（外交官），又作行人子羽。
前549年（周灵王二十三年、鲁襄公二十四年、晋平公九年、郑简公十七年），晋平公宠臣程郑被任命为下军佐。当时晋国六卿执政的格局已经形成，程郑作为国君宠臣获得高位很不安。公孙挥到晋国聘问，程郑问如何才能降级，公孙挥不能回答，告诉然明，然明认为程郑这种人问这样的问题，不是将死，就是就要逃亡。
前547年，郑简公赏赐攻入陈国有功之人，赐给子展八城；赐给子产六城。子产以礼推辞，郑简公坚决要给，子产接受了三城。公孙挥说：“子产恐怕要主持政事了。因为他谦让而不失礼仪。”
前544年四月，安葬楚康王，各诸侯的大夫都参加送葬，到了墓地。楚国的郏敖即位，王子围做令尹。子羽说：“这是不应该的，令尹必要代替楚君而昌盛。松柏之下，草是不能繁殖的。”
前554年（周灵王十八年、鲁襄公十九年、郑简公十二年），公孙虿去世以后，将安葬时，公孙挥和裨灶早晨商量丧事。他们路过良霄家时，看见门上长了狗尾草，公孙挥说：“那狗尾巴草还在吗？”当时岁星在降娄，降娄星在中天，天就亮了。裨灶指着降娄星，说：“还可以等岁星绕一周，不过活不到岁星再回到这个位置就是了。”等到前543年（周景王二年、鲁襄公三十年、郑简公二十三年），良霄被杀，岁星正在娵訾的之口，次年才能到达降娄。
前542年（周景王三年、鲁襄公三十一年、卫襄公二年、郑简公二十四年）十二月，北宫文子陪同卫襄公到楚国去，经过郑国，郑国印段到棐林前去慰劳，北宫文子进入郑都聘问。子羽做行人，冯简子和子太叔迎接客人。子产执政，选择贤能。子羽能了解四方诸侯的政令而且了解他们大夫的家族姓氏、官职爵位、地位贵贱、才能高低，又善于辞令。郑国在外交上有事时，子产就就向子羽询问四方诸侯的政令，并且让他写一些有关的外交辞令稿。。《论语》里记载孔子说，郑国制订外交文件，由裨諶起草，世叔（子太叔）提出意见，行人子羽（公孙挥）修改，居住在东里的子产作加工润色。
前541年（周景王四年、鲁昭公元年、晋平公十七年、郑简公二十五年）春，楚国令尹王子围到郑国聘娶公孙段的女儿，伍举作为副使，将入郑都宾馆，郑国人讨厌王子围，派子羽婉辞拒绝，于是王子围就住在城外。聘礼举行以后，王子围将带兵众进城迎娶。子产于是派子羽辞谢，子羽说：“由于敝邑狭小，不足以容纳令尹的随从，请求让我们清除地面作为行礼之处，再听取令尹的命令。”令尹命令太宰伯州犁回答，说自己娶妻，在楚庄王、楚共王的神庙中祭告后前来。如果在野外获赐，是把郑君的恩赐入在草丛，又让他欺骗了先君。子羽说：“小国没有别的罪过，依靠大国而不设防备就是罪过。小国打算依靠大国安定自己，而大国却怕要是包藏祸心来打小国的主意。小国失去了依靠，让诸侯得到戒惧，全部怨恨大国，对楚君命令抗拒违背，使之行不通。否则，敝邑就等于贵国的宾馆，岂敢爱惜丰氏（公孙段家族）的神庙？”伍举知道郑国有了防备，请求倒转弓袋（表示没有武器），进入郑都。才获郑国同意。
晋、楚、齐、鲁、宋、卫、陈、蔡、郑、许、曹等国的卿大夫在虢地会盟。三月二十五，结盟。王子围陈设了国君的服饰，一对卫士执戈侍立。鲁国叔孙豹讽刺说：“楚国的公子很神气，像个国君。”郑国子皮说：“执戈二人站在前面。”蔡国子家说：“执戈卫士二人站在蒲宫前，不也可以吗？”伯州犁解释说：“这些都是出来的时侯，向楚王请求而借来的。”子羽说：“借了就不还了。”伯州犁说：“你还是去担心郑国公孙黑想要违命作乱的事吧。”子羽说：“王子弃疾还在，借了不还（王子围篡位），难道就没有忧虑吗？”齐国國弱劝解说：“我愿替两位忧虑。”陈国公子招说：“不忧虑怎能办成事情？两位高兴了。”卫国齐恶说：“如果有人事先知道，虽有忧虑又有何害？”宋国向戌说：“大国发令，小国供职，我只知道供职。”晋国乐王鲋说：《小旻》的最后一章（不敢暴虎，不敢冯河。人知其一，莫知其他。战战兢兢，如临深渊，如履薄冰）很好，我照着那样做。” 退出会场后，子羽对子皮说：“叔孙豹言辞恰切而委婉，向戌言辞简约而合于礼，乐王鲋自爱而恭敬，大夫你和子家说话得当，都是可以保持数代爵禄的大夫。而齐国、卫国、陈国的大夫大概不能免祸吧。国弱替人忧虑，子招以高兴代替忧虑，齐恶虽然有忧虑却不当危害，凡是忧虑没到自己身上而替人忧虑、应该忧虑反而高兴、把忧虑不当危害的，都是招来忧虑的原由，忧虑必到他们身上。《大誓》曰‘民之所欲，天必从之。’三位大夫有了忧虑的兆头，忧虑能不来吗？从言语来说明情况，就是这种事。” 
秋季，晋平公生了病，郑简公派子产、子羽去晋国聘问，同时探视病情。叔向询问子产，拜谢而出，行人子羽送他。叔向询问郑国的情况，同时询问公孙黑的情况。子羽回答：“公孙黑还能维持多久？没有礼仪而喜欢凌驾于人，仗着富有而轻视他的上级，不能长久了。”次年，公孙黑被诛。
前532年（周景王十三年、鲁昭公十年、晋平公二十六年、郑简公三十四年），晋平公去世，子皮准备带着财礼前去，子产劝他不要带，子皮不听。安葬完毕，诸侯的大夫想要乘机拜见晋国新君晋昭公。被叔向辞谢。子皮用光了他带去的财礼。回国后，对子羽说：“懂得道理并不难，难在实行。夫子（子产）懂得道理，我懂道理得不够。《书》曰‘欲败度，纵败礼’，就是说我啊。夫子懂得法度和礼仪了，我实在是放纵欲望，又不能自我克制。”
前526年（周景王十九年、鲁昭公十六年、晋昭公六年、郑定公四年），晋国韩起有一副玉环，其中一个在郑国的商人手里。韩起向郑定公请求得到那只玉环，子产不给，说：“这不是公家府库中保管的器物，我国国君不知道。”子太叔、公孙挥对子产说：“韩起也没有太多的要求，对晋国也不能怀有二心。晋国和韩起都是不能轻视的。如果有坏人在两国中间挑拨，鬼神再帮助坏人，以激起大国的凶心怒气，后悔何及？为政因何爱惜一个玉环而使大国讨厌？为何不去找来给韩起？”子产认为不能助长韩起的贪婪之心。《汉书·古今人表》将他列为中上第四等。